# Junge CVP
Die Junge Christlichdemokratische Volkspartei der Schweiz (kurz: Junge CVP und JCVP; französisch: Jeunes démocrates-chrétiens suisses (JDC), italienisch: Generazione Giovani (GG) und Giovani Partito Popolare Democratico (Giovani PPD), rätoromanisch: Giuvna Partida cristiandemocratica Svizra (Giuvna PCD)) war die Jungpartei der CVP Schweiz. 2021 wurde die Junge CVP, unter dem Namen Die Junge Mitte, zur Jungpartei von Die Mitte.

## Politische Schwerpunkte
Die Junge CVP Schweiz stellte folgende Forderungen in ihren Schwerpunktthemen:
- Aussenpolitik: Die JCVP setzte sich für eine erfolgreiche Weiterführung und den Ausbau der Aussenwirtschaftspolitik ein.
- Bildung und Forschung: Die Junge CVP sah eine starke Bildung als Grundpfeiler für eine erfolgreiche Schweiz. Sie verlangte mehr Praxisnähe in der Berufslehre, an Universitäten und Hochschulen sowie bessere wirtschaftliche Rahmenbedingungen für die Berufsbildung seitens der Wirtschaft. Sie war der Meinung, dass es für das friedliche Zusammenleben klare Regeln an öffentlich-rechtlichen Schulen geben müsse. Eines der wichtigsten Anliegen der Jungen CVP war die Förderung der Vereinbarkeit von Bildung und Familie durch Wirtschaft und Staat.
- Familie: Die Familienpolitik der Jungen CVP Schweiz richtete sich an den Herausforderungen aus, denen Familien zu dieser Zeit gegenüberstanden. Anstatt Familienmodelle gegeneinander auszuspielen, stellte die Junge CVP Schweiz das Wohl der Kinder ins Zentrum ihres politischen Schaffens. Die JCVP war der Meinung, dass Kinder nicht zum Armutsrisiko werden dürften und wer ein Kind aufziehe, solle von tieferen Steuern profitieren können. Das galt insbesondere für mittelständische Familien. Die Junge CVP Schweiz war die Familienpartei. Sie machte sich auf allen Ebenen für eine familienfreundlichere Schweiz stark.
- Gesundheit: Eine hochwertige und flächendeckende medizinische Versorgung auch in Randregionen war das Kernanliegen der Gesundheitspolitik der JCVP. Die JCVP machte sich stark, damit jede Person, unabhängig von Einkommen, Alter oder gesundheitlichem Risiko eine gute, wohnortnahe medizinische Versorgung erhielt und am medizinischen Fortschritt teilhaben konnte.
- Service Public & Verkehr: Für die JCVP war der Service public ein wichtiger Pfeiler der Politik und des nationalen Zusammenhalts. Die Junge CVP Schweiz verteidigte die Garantie eines Service public von guter Qualität, der allen Bürgern auf dem gesamten Staatsgebiet zugänglich war.
- Sicherheit: Die Junge CVP war der Meinung, dass Sicherheit im Alltag Lebensqualität bedeute und dem Individuum, der Familie, dem Quartier, der Gemeinde, dem Kanton und dem Wirtschaftsstandort Schweiz diene. Die Junge CVP Schweiz erachtete die Milizarmee als das bestmögliche Sicherheitsinstrument für die Schweiz. Ihre Ansicht war, dass neue, globale Bedrohungsszenarien neue Lösungsstrategien erforderten. Dazu gehöre auch die Teilnahme der Schweiz in internationalen Organisationen wie der UNO oder der OSZE.
- Sozialwerke: soziale Sicherheit hiess für die Junge CVP Schweiz, dass die Existenzgrundlage im Alter, bei Krankheit oder einem Schicksalsschlag geschützt war. Die JCVP setzte sich mit Nachdruck für eine sozial sichere Schweiz ein.
- Staatspolitik und Recht: Es war ein grosses Anliegen der Jungen CVP Schweiz, ineffiziente staatliche Organisationen schlanker zu organisieren. Zudem gehörte für die JCVP das Bekenntnis zu den Grundsätzen der Subsidiarität und Solidarität und damit gehörte für sie der Föderalismus zu den bedeutendsten Leitlinien des Staates.
- Umwelt und Energie: Der Schutz der Umwelt und der natürlichen Ressourcen gehörten zu den Grundprinzipien der Jungen CVP Schweiz. Die Nachfrage nach neuen nachhaltigen Technologien stieg weltweit und die JCVP setzte sich für den Umweltschutz und erneuerbare Energien ein.
- Wirtschaft: Die Junge CVP Schweiz als Wirtschaftspartei setzte sich für eine nachhaltige, zukunftsgerichtete und wettbewerbsorientierte Wirtschaft ein – eine Wirtschaft, die den Lebensraum schonte und mit den natürlichen Ressourcen verantwortungsvoll umging.

## Parteiorgane
- Parteikongress: Der Parteikongress setzte sich mit Schwerpunktthemen auseinander und diente zur Pflege des inneren Zusammenhalts der Jungen CVP Schweiz. Der Kongress bot Mitgliedern eine Plattform, um politische Fragen zu diskutieren, welche für Staat und Gesellschaft und vor allem für die Jugend von Bedeutung waren.
- Delegiertenversammlung: Die Delegiertenversammlung war das oberste Organ der Jungen CVP Schweiz.
- Vorstand:  Der Vorstand war das leitende sowie ausführende Organ der Jungen CVP Schweiz. Er kann aus bis zu 15 Mitgliedern bestehen und setzte sich zusammen aus der Präsidentin oder dem Präsidenten, zwei Vizepräsidenten oder Vizepräsidentinnen, der Finanzchefin oder dem Finanzchef, der internationalen Sekretärin oder dem internationalen Sekretär und weiteren Mitgliedern.
- Präsidentenkonferenz: Je ein Delegierter pro Kantonalbewegung und die Mitglieder des Vorstands bildeten die Präsidentenkonferenz. In der Regel entsandten die Kantonalbewegungen ihre Kantonalpräsidentin oder ihr Kantonalpräsidenten. Die Mitglieder des Sekretariats konnten mit beratender Stimme teilnehmen.
- Revisionsstelle

## Organisation
Als Jungpartei war die Partei trotz ihrer eigenen juristischen Persönlichkeit (die JCVP ist ein Verein nach Schweizer Recht (Art. 60ff. ZGB) mit Sitz in Bern) statuarisch mit ihrer Mutterpartei, der Christlichdemokratischen Volkspartei der Schweiz, verbunden.
Seit Mai 2008 war die Partei im Präsidium der CVP Schweiz vertreten. Seit 2016 vertrat Tino Schneider dort die Jungpartei. Die JCVP hatte Mandate in mehreren kantonalen Parlamenten. Zusammen mit der CVP Schweiz gründete die Partei im Jahre 2008 als erste Schweizerische Partei eine eigene Nachwuchsförderungsinstitution, die Politische Akademie Zentrum.
Die Partei war international aktiv und Mitglied der Jungen Alpenregion und der Youth of the European People’s Party (YEPP), der Jugendorganisation der Europäischen Volkspartei.

## Präsidium
- 2006–2013, Simon Oberbeck, Basel-Landschaft
- 2013–2015, Jean-Pascal Ammann, Luzern
- 2015–2019, Tino Schneider, Graubünden
- 2019–2020: Sarah Bünter, St. Gallen
- 2020 bis zur Neuorganisation: Marc Rüdisüli, Thurgau